# Kfar Kisch
Kfar Kisch (hebrejsky כְּפַר קִישׁ, anglicky Kfar Kisch, v oficiálním seznamu sídel Kefar Kisch) je vesnice typu mošav v Izraeli, v Severním distriktu, v Oblastní radě Dolní Galilea.

## Geografie
Leží v oblasti s intenzivním zemědělstvím, v nadmořské výšce 82 metrů na odlesněné a zemědělsky využívané planině v Dolní Galileji nedaleko vádí Nachal Tavor, které přitéká od hory Tavor vzdálené cca 5 kilometrů západním směrem. Do Nachal Tavor od severu přitékají vádí Nachal Kama a Nachal Kisch. Jihovýchodně od vesnice se v údolí Nachal Tavor nachází starověká lokalita Tel Recheš.
Vesnice se nachází cca 16 kilometrů jihozápadně od centra města Tiberias, cca 90 kilometrů severovýchodně od centra Tel Avivu a cca 45 kilometrů jihovýchodně od centra Haify. Kfar Kisch obývají Židé, přičemž osídlení v tomto regionu je etnicky smíšené. 3 kilometry jihozápadně od vesnice leží obec Kafr Misr, kterou obývají izraelští Arabové. Další arabské vesnice se nacházejí na svazích Giv'at ha-More dále k jihozápadu. Jiné obce v okolní krajině jsou židovské. Zhruba 5 kilometrů k severu leží město Kafr Kama, které obývají izraelští Čerkesové.
Kfar Kisch je na dopravní síť napojen pomocí lokální silnice číslo 7276, jež ústí do dálnice číslo 65.

## Dějiny
Kfar Kisch byl založen v roce 1946. V tomto prostoru se před válkou za nezávislost tedy před rokem 1948 rozkládalo několik arabských vesnic. Nejblíže k nynějšímu mošavu to byla osada Ma'dhar, cca 2 kilometry severním směrem. Křižáci ji nazývali Kapharmater. Roku 1931 v této arabské vesnici žilo 359 obyvatel v 91 domech. Nacházela se tu mešita a v okolí ruiny křižácké pevnosti.
Právě od obyvatel Madharu (a ještě od sousední arabské vesnice Awlam) vykoupili Židé v roce 1943 do svého vlastnictví blok pozemků, které pak umožnily založení židovské osady. Zakladateli vesnice Kfar Kisch byla skupina veteránů Židovské brigády a osadníků, kteří již předtím několik let provizorně pobývali poblíž mošavu Nahalal - v lokalitě Tel Šimron (תל שימרון). Roku 1946 se přesunuli sem a ustavili trvalou osadu. Pojmenována byla podle Fredericka Kische (1888-1943) - britského důstojníka a sionistického aktivisty. Kisch se angažoval v Židovské agentuře, kde od roku 1929 stál v čele jejího politického odboru.
V květnu 1948, v počáteční fázi války za nezávislost, byla oblast okolo Kfar Kisch ovládnuta izraelskými silami a arabské obyvatelstvo z okolí uprchlo. Zástavba arabských vesnic pak byla zbořena. Zachováno bylo jen arabské osídlení v regionu jižně a jihozápadně od Kfar Kisch. Roku 1949 měl mošav jen 29 obyvatel a rozlohu katastrálního území 7000 dunamů (7 kilometrů čtverečních).
Do roku 1953 kvůli sporům většina původních zakladatelů Kfar Kisch odešla a vesnice se prakticky vyprázdnila. Byla pak dosídlena skupinou židovských přistěhovalců z Polska, Maďarska a SSSR. Postupně narůstala a počet zdejších zemědělských hospodářství dosáhl 70.
Během ekonomické krize izraelských mošavů v roce 1984 prošla vesnice reformou, po které byly zrušeny některé prvky kolektivního hospodaření. Ekonomika vesnice Kfar Kisch je založena na zemědělství (počet rodinných farem ale klesl na cca 20). Vesnice plánuje stavební expanzi (výstavba 94 domů), která ale byla dočasně pozastavena.
V Kfar Kisch fungují zařízení předškolní péče o děti. Základní škola je ve vesnici Giv'at Avni a nebo v komplexu Kadoorie poblíž Zemědělské školy Kadoorie. V Kfar Kisch je k dispozici zdravotní ordinace, společenské centrum a sportovní areály.

## Demografie
Obyvatelstvo mošavu Kfar Kisch je sekulární. Podle údajů z roku 2014 tvořili naprostou většinu obyvatel v Kfar Kisch Židé (včetně statistické kategorie "ostatní", která zahrnuje nearabské obyvatele židovského původu ale bez formální příslušnosti k židovskému náboženství).
Jde o menší sídlo vesnického typu s rostoucí populací. K 31. prosinci 2014 zde žilo 511 lidí. Během roku 2014 populace stoupla o 6,0 %.
| Rok            | 1948 | 1949 | 1961 | 1972 | 1983 | 1995 | 2001 | 2003 | 2004 | 2005 | 2006 | 2007 | 2008 | 2009 | 2010 | 2011 | 2012 | 2013 | 2014 |
| -------------- | ---- | ---- | ---- | ---- | ---- | ---- | ---- | ---- | ---- | ---- | ---- | ---- | ---- | ---- | ---- | ---- | ---- | ---- | ---- |
| Počet obyvatel | 78   | 29   | 222  | 178  | 289  | 332  | 316  | 289  | 298  | 307  | 305  | 318  | 348  | 355  | 398  | 432  | 442  | 482  | 511  |